# Friedensgrube (Lichtenberg)
Friedensgrube ist ein Gemeindeteil der Stadt Lichtenberg im Landkreis Hof (Oberfranken, Bayern). Friedensgrube liegt in der Gemarkung Lichtenberg. Das Anwesen ist mittlerweile abgerissen.

## Geografie
Die Einöde befand sich etwas abseits der Staatsstraße 2196/K 563, die nach Lichtenberg (0,6 km südöstlich) bzw. nach Lichtenbrunn verläuft (4,4 km nordwestlich).

## Geschichte
Friedensgrube war ein Bergwerk, in dem Eisen- und Kupfererze gefördert wurde. Die Gesamtlänge des Stollens betrug über sieben Kilometer; er endete bei Griesbach. Alexander von Humboldt rühmte ihn wegen seiner Länge und seiner Mächtigkeit von vier Metern.
Von 1797 bis 1810 unterstand Friedensgrube dem Justiz- und Kammeramt Hof. Infolge des Ersten Gemeindeedikts wurde Friedensgrube dem 1812 gebildeten Steuerdistrikt Lichtenberg und der zugleich gebildeten Munizipalgemeinde Lichtenberg zugewiesen.

### Einwohnerentwicklung
| Jahr      | 1861  | 1871  | 1885   | 1900   | 1925   | 1950   | 1961   | 1970   | 1987  |
| Einwohner | 8     | 8     | 7      | 3      | 6      | 1      | 1      | 1      | 1     |
| Häuser    |       |       | 1      | 1      | 1      | 1      | 1      |        | 1     |
| Quelle    | [ 8 ] | [ 9 ] | [ 10 ] | [ 11 ] | [ 12 ] | [ 13 ] | [ 14 ] | [ 15 ] | [ 1 ] |

## Religion
Friedensgrube ist evangelisch-lutherisch geprägt und bis heute nach St. Johannes (Lichtenberg) gepfarrt.